# فوربورخ

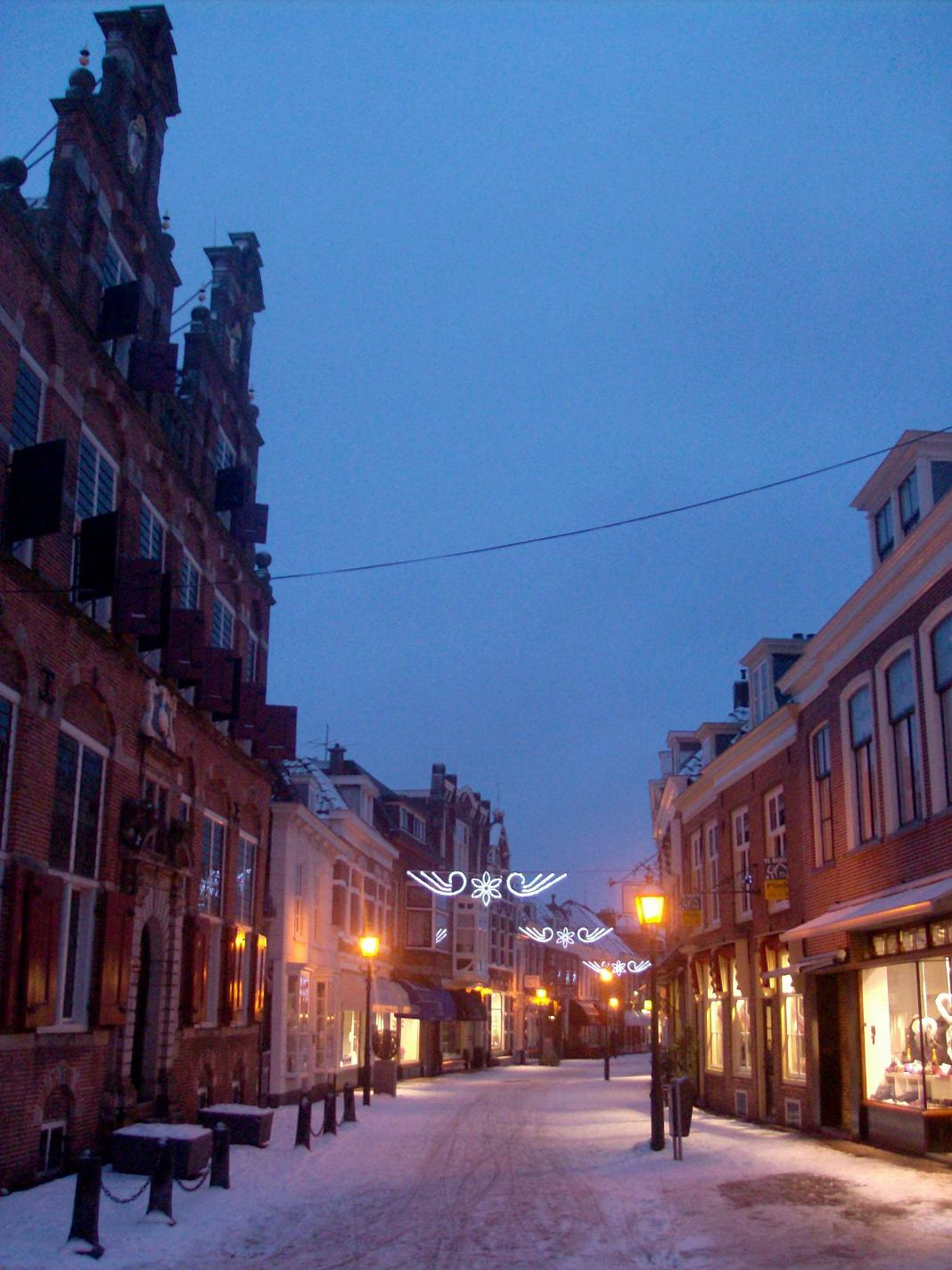
هيرينسترات وسط المدينة

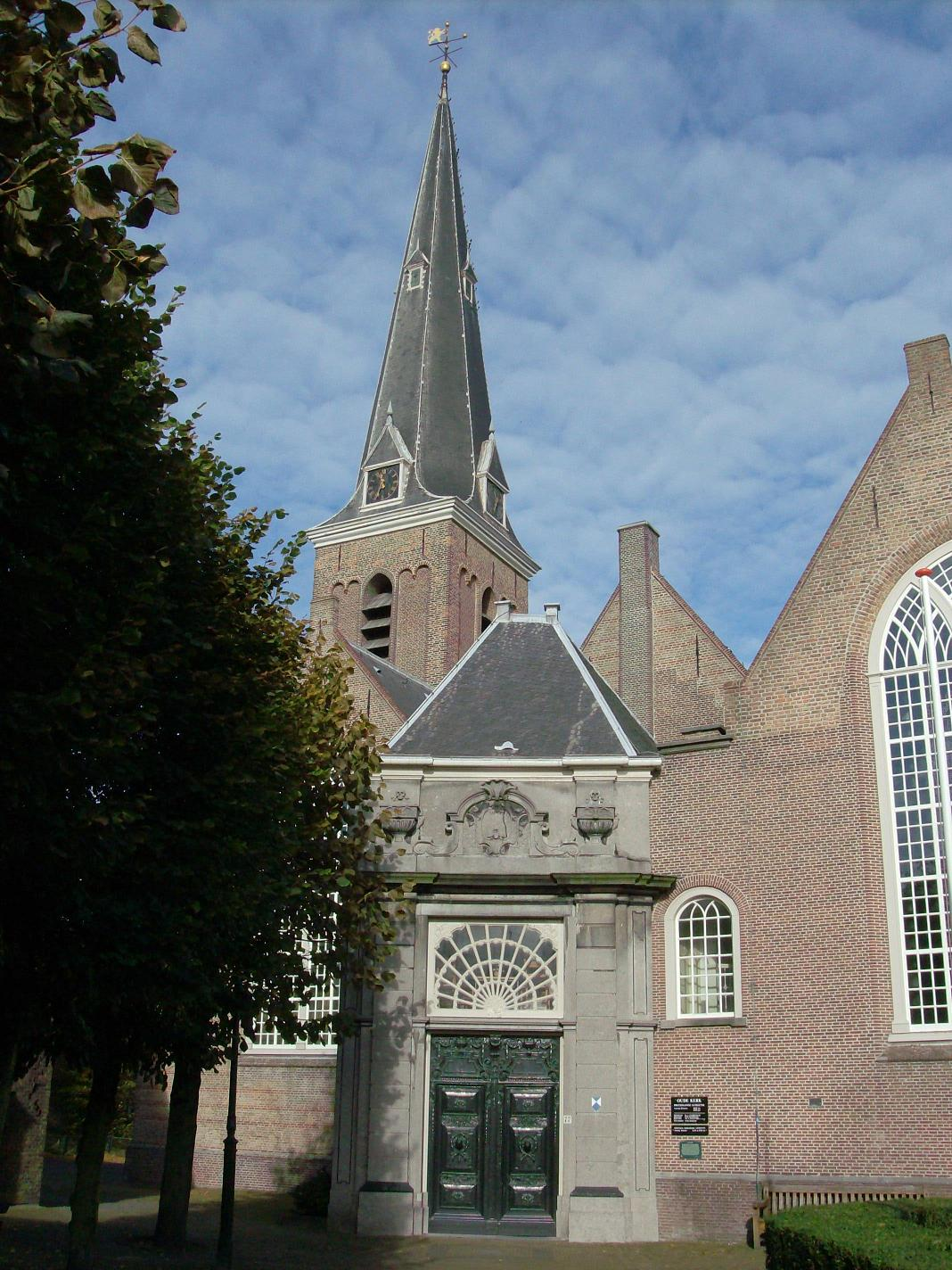
الكنيسة القديمة في فوربورخ

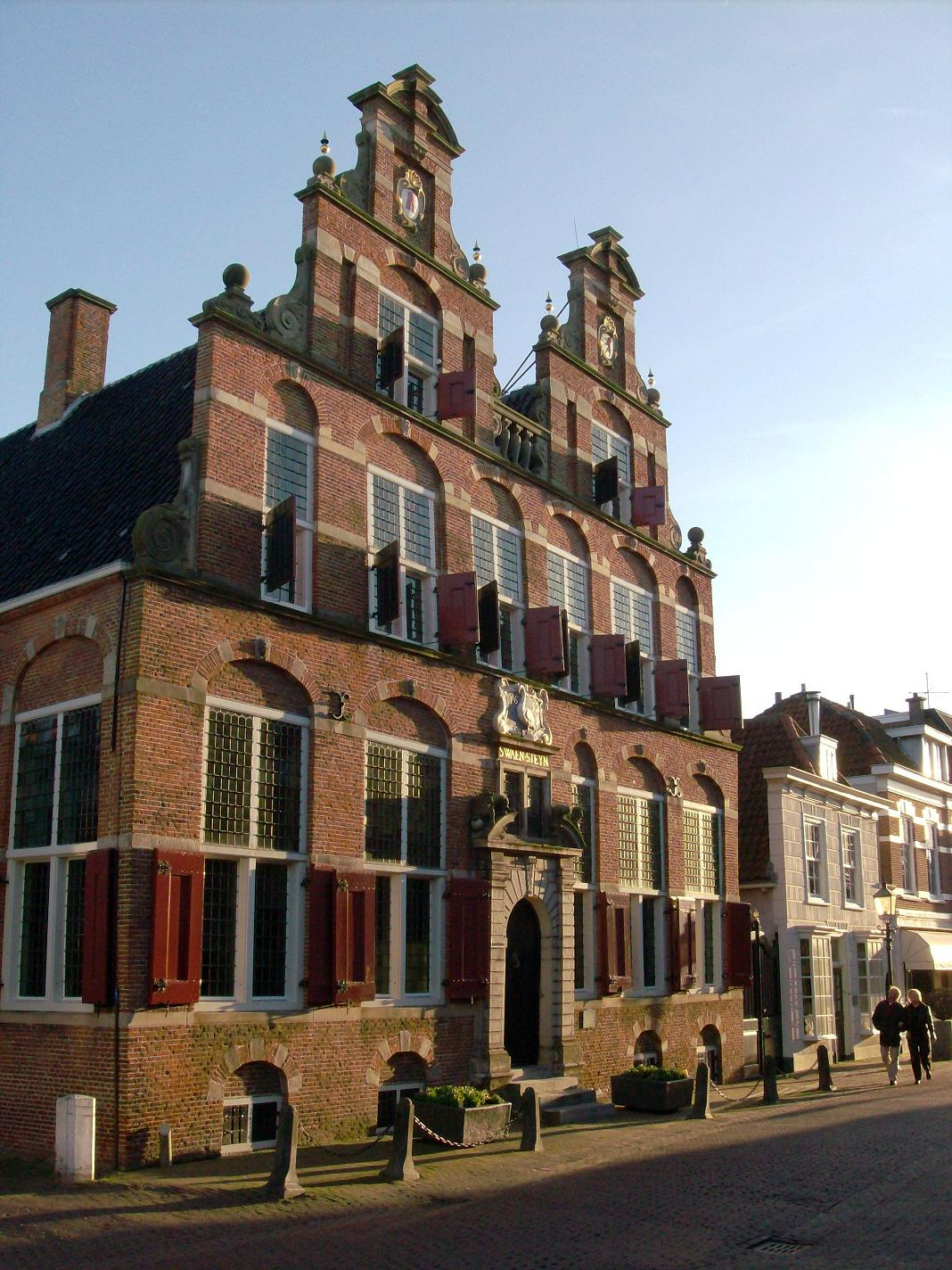
صالة المدينة القديمة "سواينستاين" من 1632

فوربورج هي مدينة وبلدية سابقة تقع في الجزء الغربي من مقاطعة جنوب هولندا في هولندا. تشكل مع لايدسندام وستومبويك بلدية لايدسندام فوربورغ. ويبلغ عدد سكانها حوالي 39000 نسمة. تعتبر أقدم مدينة في هولندا واحتفلت بمرور 2000 عام على تأسيسها في عام 1988.
في حين أن تاريخ المدينة يعود إلى آلاف السنين، فإن التعيين الرسمي لـ "مدينة" في هولندا يتطلب عادةً منح "ميثاق المدينة" من قبل القادة السياديين، وهي حالة لا تنطبق على فوربورغ بسبب عمرها. يعود تاريخ وجود الإنسان في المنطقة إلى ألفي عام. في عام 2002، أدى اندماج لايدسندام وفوربورغ إلى إنشاء البلدية المشتركة المعروفة باسم "لايدسندام-فوربورغ". بالقرب من لاهاي، وغالبًا ما تعتبر إحدى ضواحيها.

## شخصيات
- روبين فان دير مير
- إلييرو إليا
- مارتن فان دير ليندن
- ارسينيو هالفيود
- ديلان فان بارلي
- نبيل حريولي